# Sulafa Jadallah
Sulafa Jadallah (Nablus, al norte de Cisjordania, 1941- Damasco, Siria, 2002) fue una cineasta palestina y la primera mujer directora de fotografía en el mundo árabe. Combatiente palestina, utilizó su cámara para reivindicar el derecho a recuperar las tierras ocupadas a través de la filmación de documentales. Junto con Hani Jawhariyya y Mustafa Abu Ali, fundó el Palestinian Film Unit (Unidad de Cine Palestino).

## Formación
Se educó en la escuela Al-Aishiya y aprendió imagen con su hermano, Rama Jadallah, uno de los pioneros de la fotografía en Palestina, conocido por su famoso estudio en el ciudad de Nablus. Jadallah estuvo entre las primeras mujeres que aspiraban a completar su formación universitaria en el campo de la cinematografía. En aquella época esta profesión era rara y difícil por lo que tuvo que librar una batalla contra una mentalidad que limitaba este tipo de especialización técnica y profesional a los hombres. Finalmente pudo matricularse en el incipiente Instituto Superior de Cine de El Cairo y, tras demostrar su capacidad y mérito artístico en el rodaje de la película La Montaña, de Wahid Farid, obtuvo su graduación en dirección de fotografía en 1964.

## Carrera
Jadallah  fue directora de fotografía en el Departamento de Cine del Ministerio de Información de Jordania en 1967. Desempeñó un papel importante en la implantación del trabajo cinematográfico palestino moderno, ya que filmó una gran cantidad de acontecimientos de la lucha palestina de ese periodo.Trabajó activamente en las primeras películas de lo que se conoce como “Cine de la Revolución Palestina”, y fue una de las personas que contribuyeron a la creación del Departamento de Fotografía y Archivo dentro de Fatah.

### Unidad de Cine Palestino
En 1968 se creó la Unidad de Cine Palestino con el objetivo de registrar tantos archivos filmados como fuera posible. Los tres directores palestinos que se hicieron cargo de esta unidad fueron Sulafa Jadallah, Mustapha Abou Ali y Hany Jawhariyya. En 1969 Sulafa y Hani renunciaron a su trabajo en el ministerio de Jordania y organizaron su primera exposición en un campo de refugiados con fotografías de la batalla de Karameh que ellos mismos habían documentado como contraargumento al relato israelí sobre lo sucedido. La muestra en la que también participaron pintores palestinos, sirios y egipcios viajó por varios países. Fue la primera vez que los palestinos vieron su propia imagen reflejada, que les hablaba de su causa y su revolución. En 1974 cambiaron el nombre de la Unidad de Cine Palestino por Instituto de Cine Palestino (ICP).
Mientras preparaban la muestra, Jadallah recibió un disparo en la cabeza (se sospecha que fue atacada intencionadamente) y quedó parcialmente paralizada. Si bien siguió colaborando como guionista, en los años posteriores no pudo realizar más películas.
Durante cinco años dirigieron la producción de una quincena de documentales, entre ellos: La agresión sionista, Con el alma, con la sangre, de Abou Ali (1972), sobre el Septiembre negro de Jordania en 1970.
Los cineastas y fotógrafos de la Unidad de Film Palestina presentaban sus trabajos como colectivo. Sus primeras proyecciones fueron en campos de refugiados, donde tras las funciones se repartían cuestionarios entre el público y se realizaban debates.
Sobre esos primeros tiempos, Hani manifiesta, en el libro Cine palestino en los días de la revolución, de Nadia Yaqub "para nosotros el acto de fotografiar era en sí mismo un acto de resistencia revolucionaria".